# Companiganj, Noakhali
Companiganj är ett underdistrikt i Bangladesh. Det ligger i den sydöstra delen av landet, 130 km sydost om huvudstaden Dhaka.
Trakten runt Companiganj består till största delen av jordbruksmark.